# Robert Wilson Shufeldt

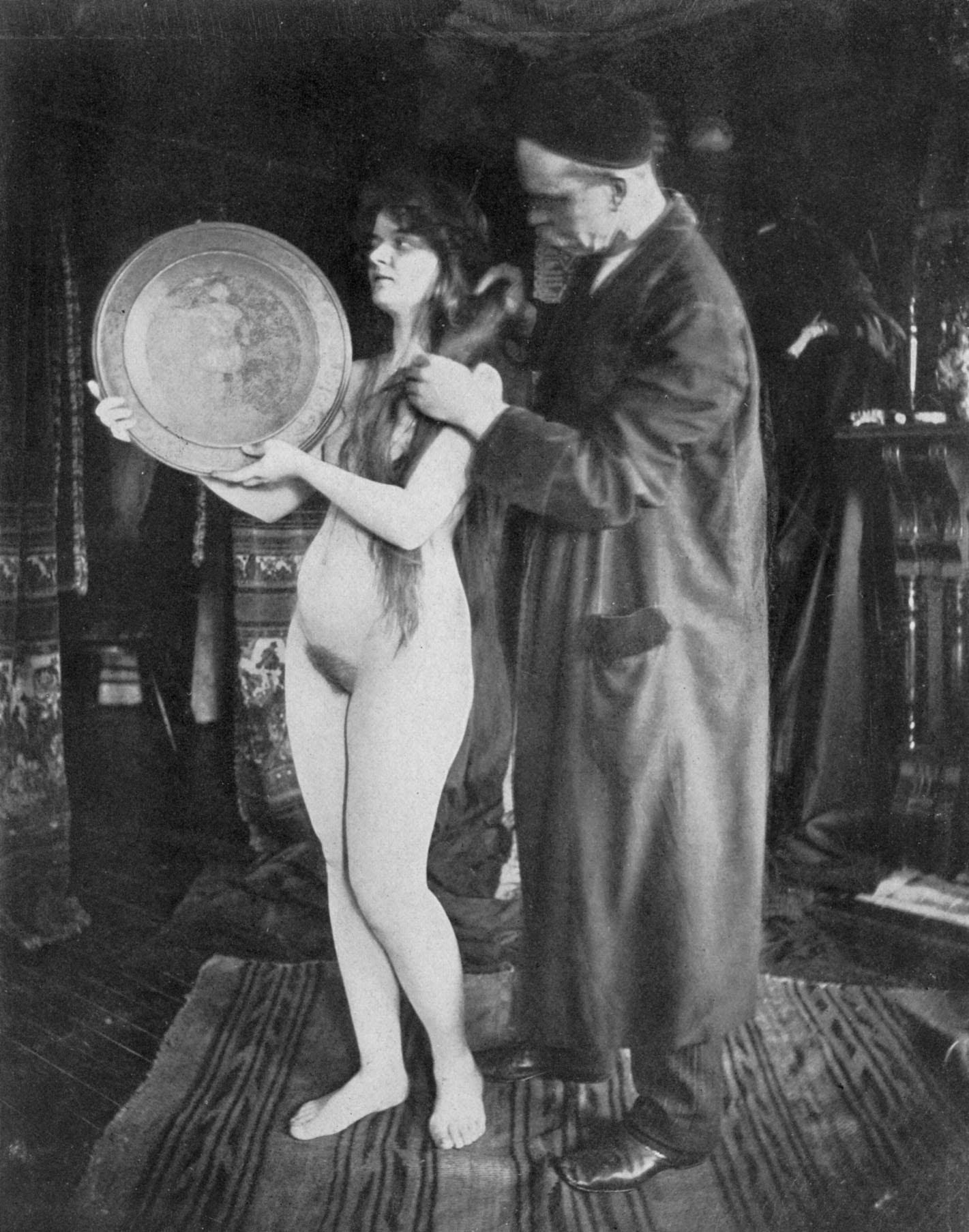
Robert Wilson Shufeldt s modelkou v svém ateliéru v New York City

Robert Wilson Shufeldt (1. prosince 1850 New York City – 21. ledna 1934 Washington D. C.) byl americký ornitolog, lékař, fotograf a armádní důstojník. Věnoval se portrétní fotografii a fotografii aktu.

## Životopis
Shufeldt byl synem admirála a amatérského ornitologa Roberta Wilsona Shufeldta seniora (1822-1895) a jeho manželky Sarah H. Abercrombie Shufeldtové. Na konci 50. let 19. století se rodina přestěhovala do Stamfordu v Connecticutu a během občanské války pak na Kubu. Jako mladý muž rozvinul zájem o ornitologii a entomologii a vybudoval sbírku hmyzu. Od roku 1870 do 1873 navštěvoval Cornell University, o tři roky později pak získal titul Doktor medicíny (M.D.) na Columbijské vysoké škole (nyní Univerzita George Washingtona).
Začátkem 80. let sloužil na různých pozicích instituce Army Medical Museum jako vojenský lékař. V roce 1904 byl povýšen na majora.
V roce 1908 Shufeld vydal 600stránkovou bohatě ilustrovanou knihu aktů Studies of the Human Form for Artists, Sculptors and Scientists. Práci věnoval gynekologovi Carlu Heinrichu Stratzovi; oba autoři ve svých dílech často přebírali fotografie toho druhého.

## Galerie

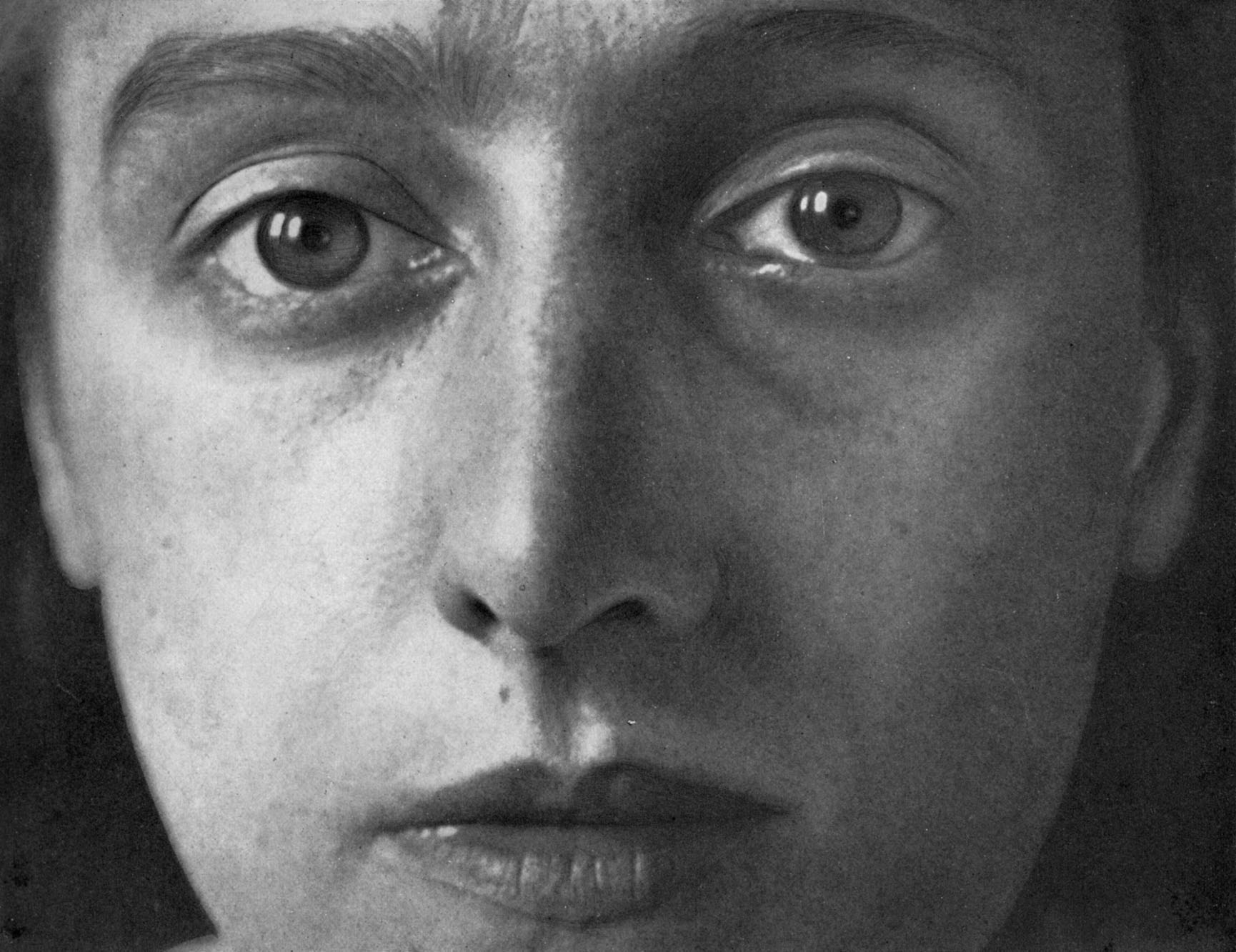
Fotografie z knihy Studies of the human form for artists, sculptors, and scientists, 1908
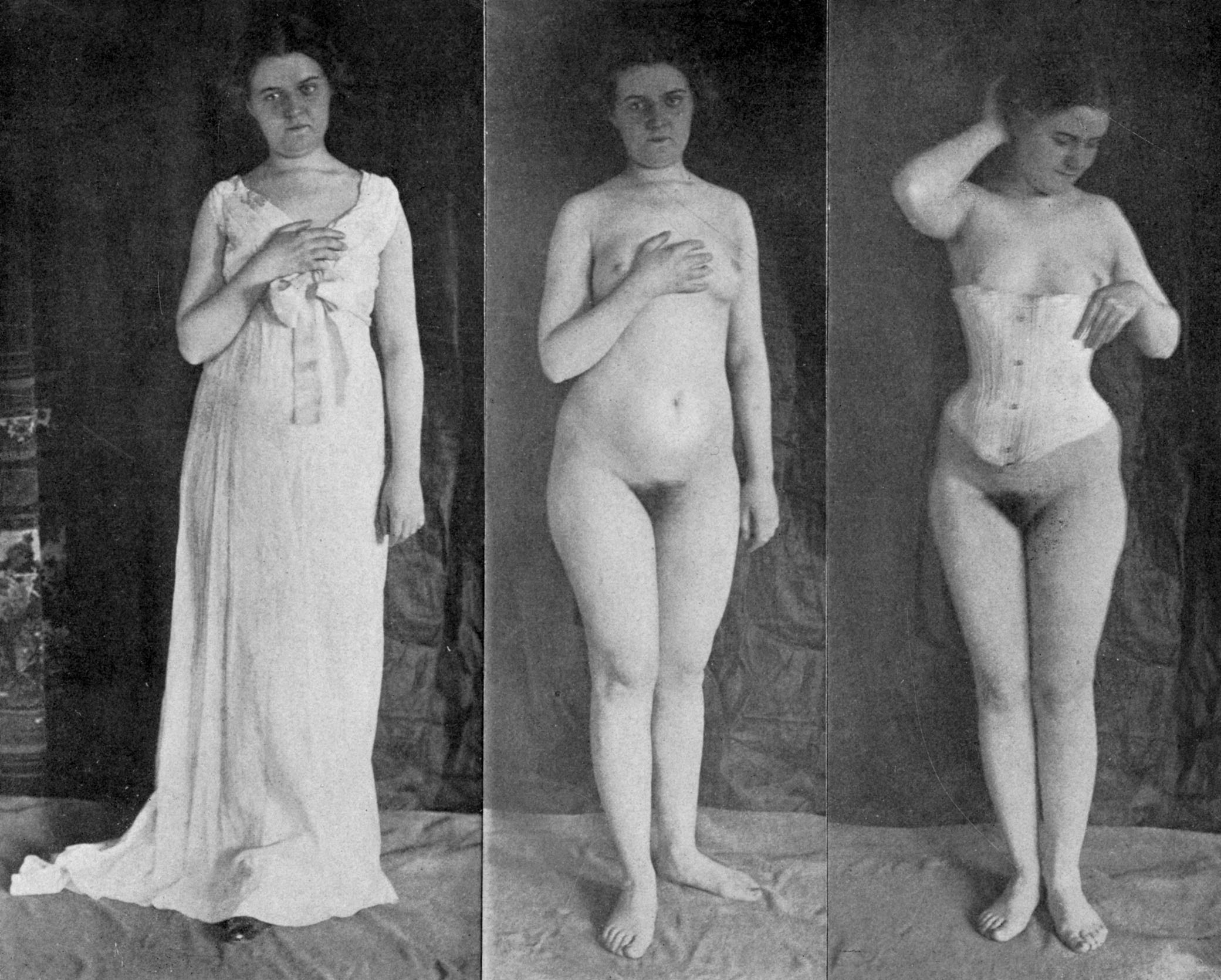
Fotografie z knihy Studies of the human form for artists, sculptors, and scientists, 1908
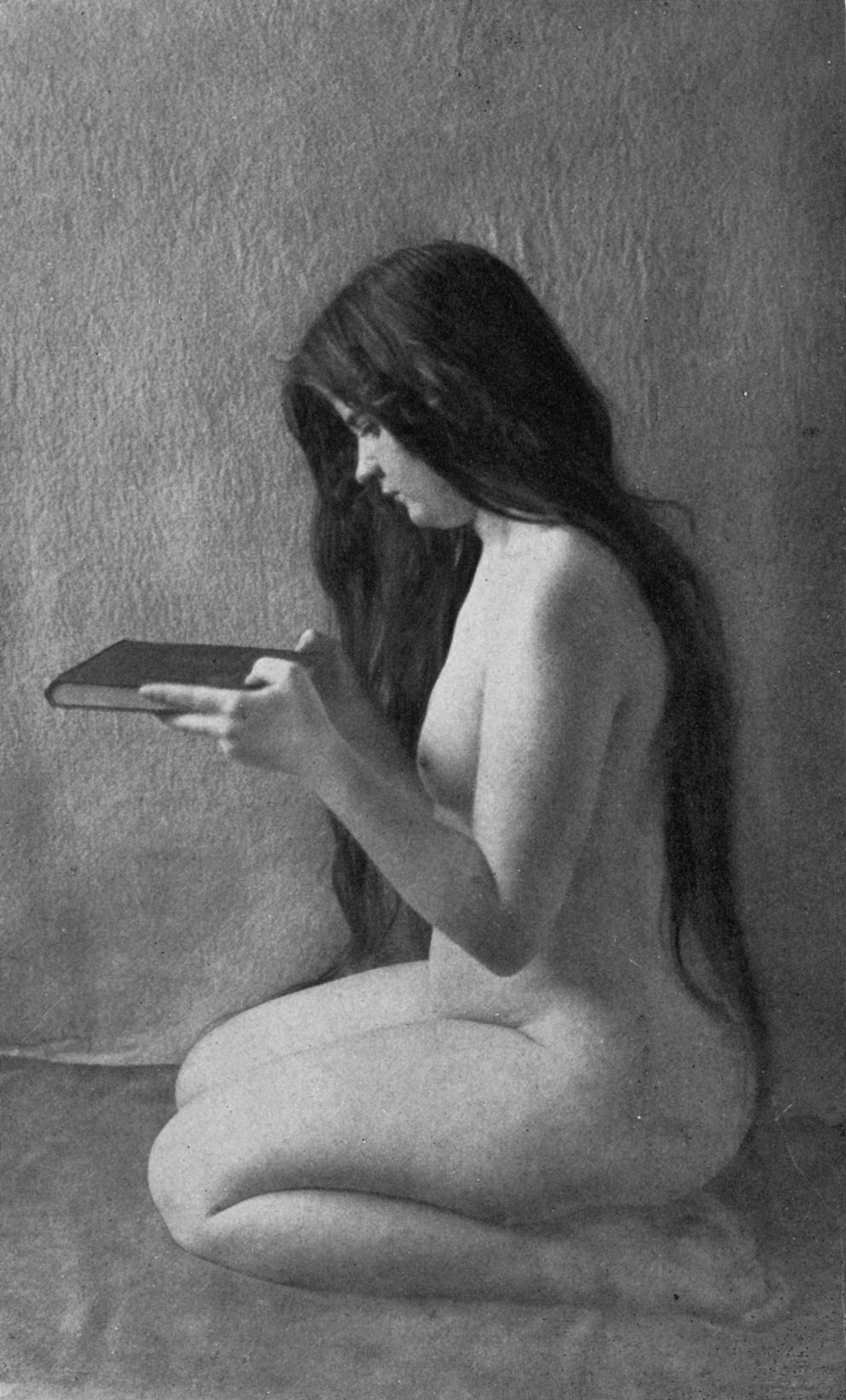
Fotografie z knihy Studies of the human form for artists, sculptors, and scientists, 1908
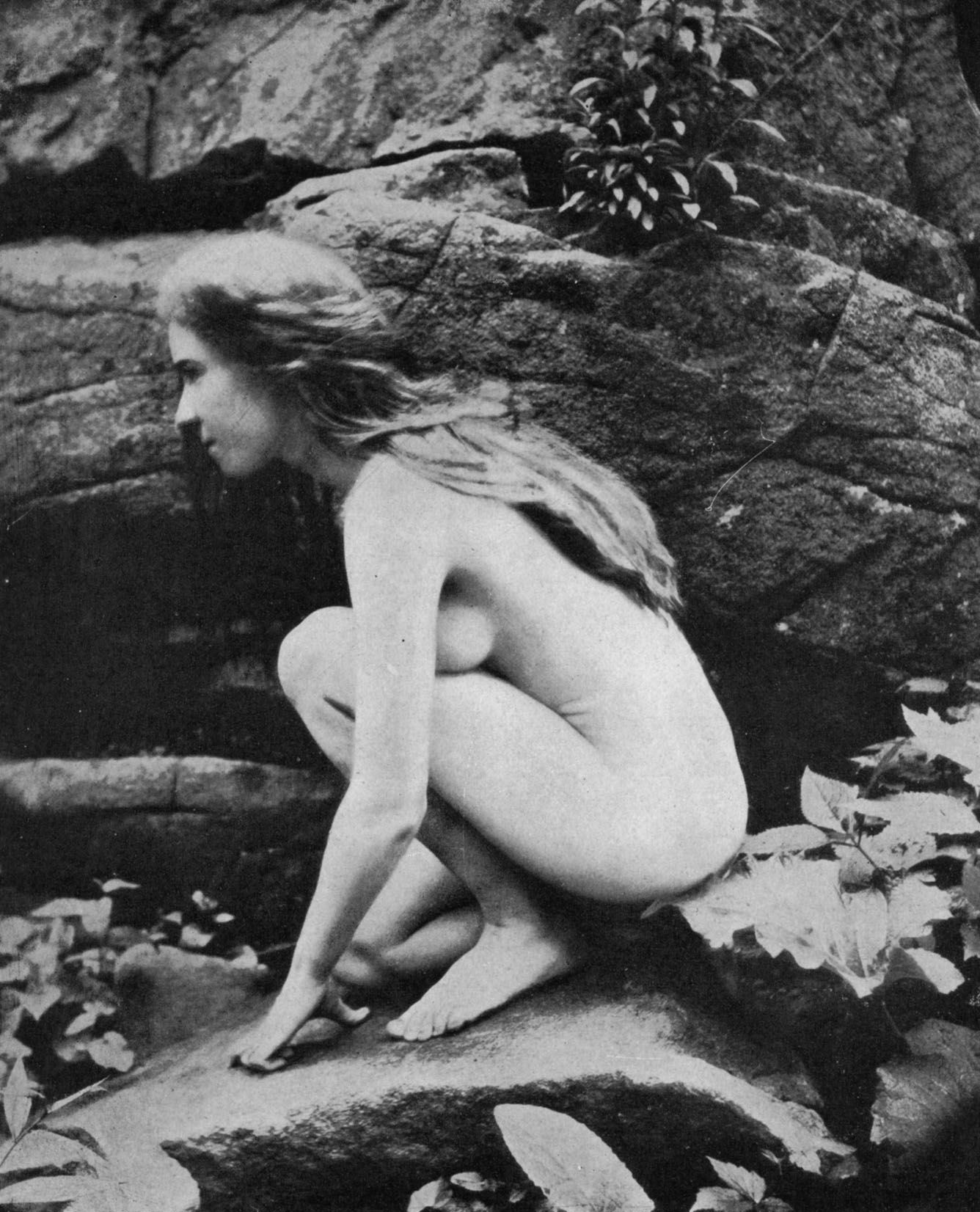
Fotografie z knihy Studies of the human form for artists, sculptors, and scientists, 1908
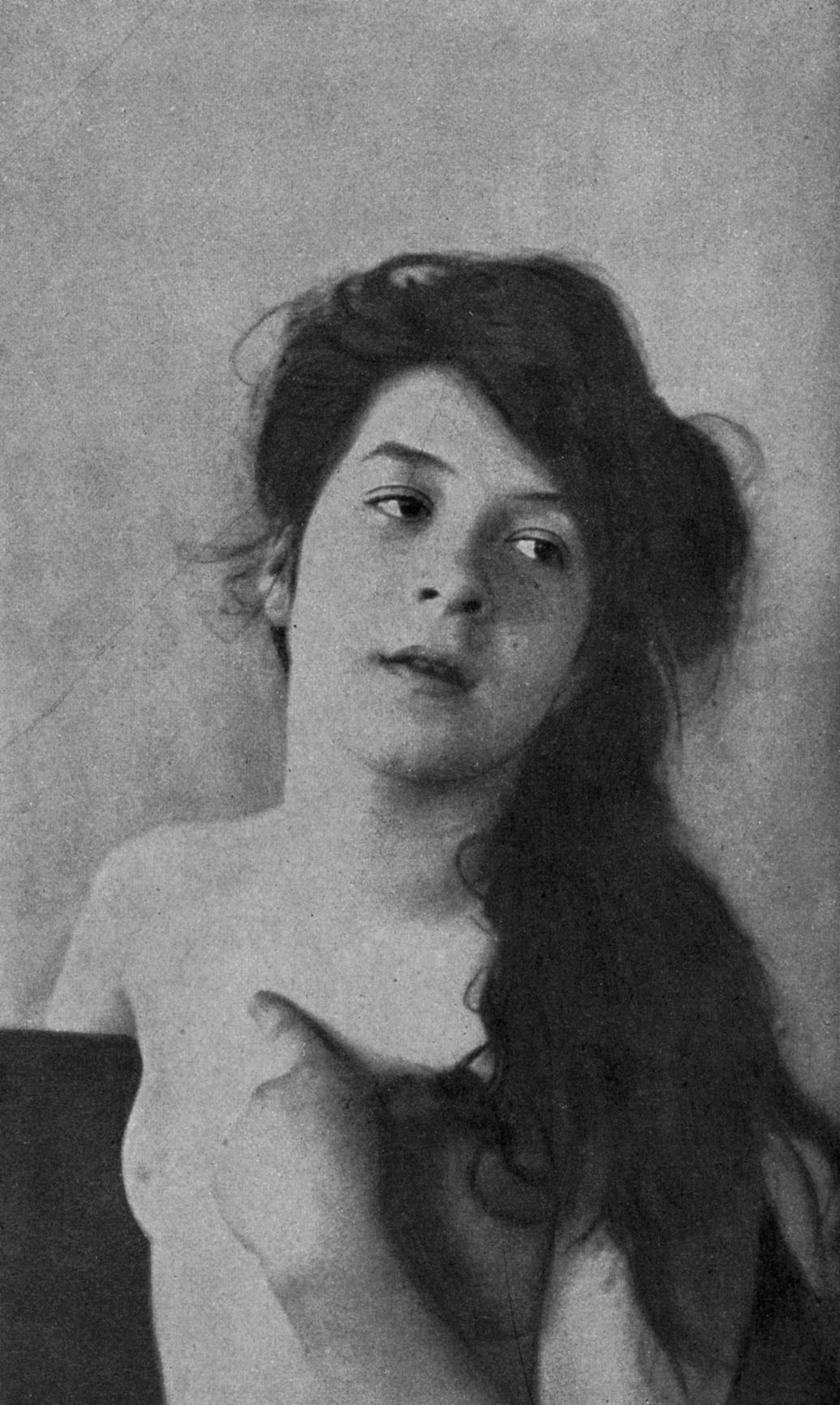
Fotografie z knihy Studies of the human form for artists, sculptors, and scientists, 1908
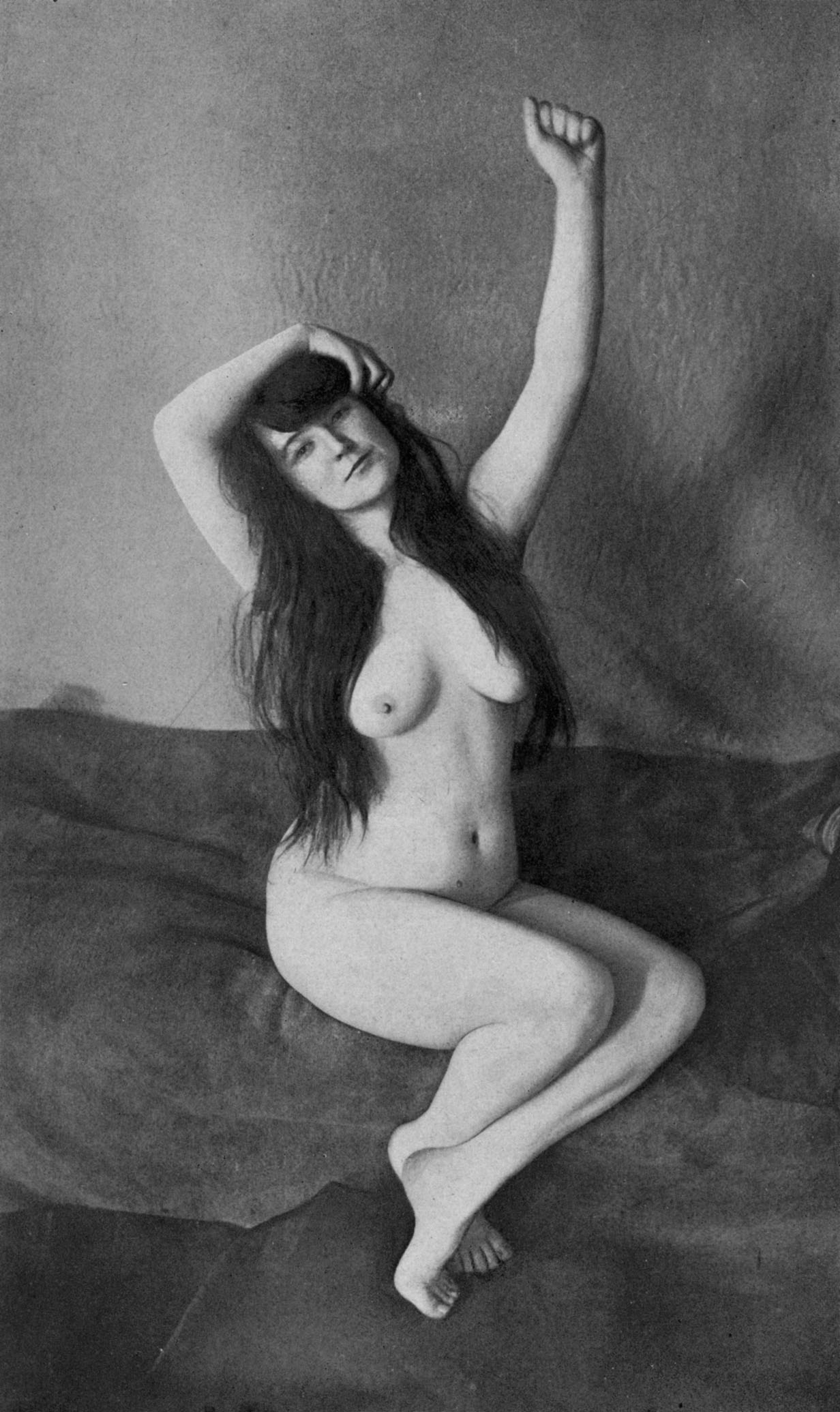
Fotografie z knihy Studies of the human form for artists, sculptors, and scientists, 1908
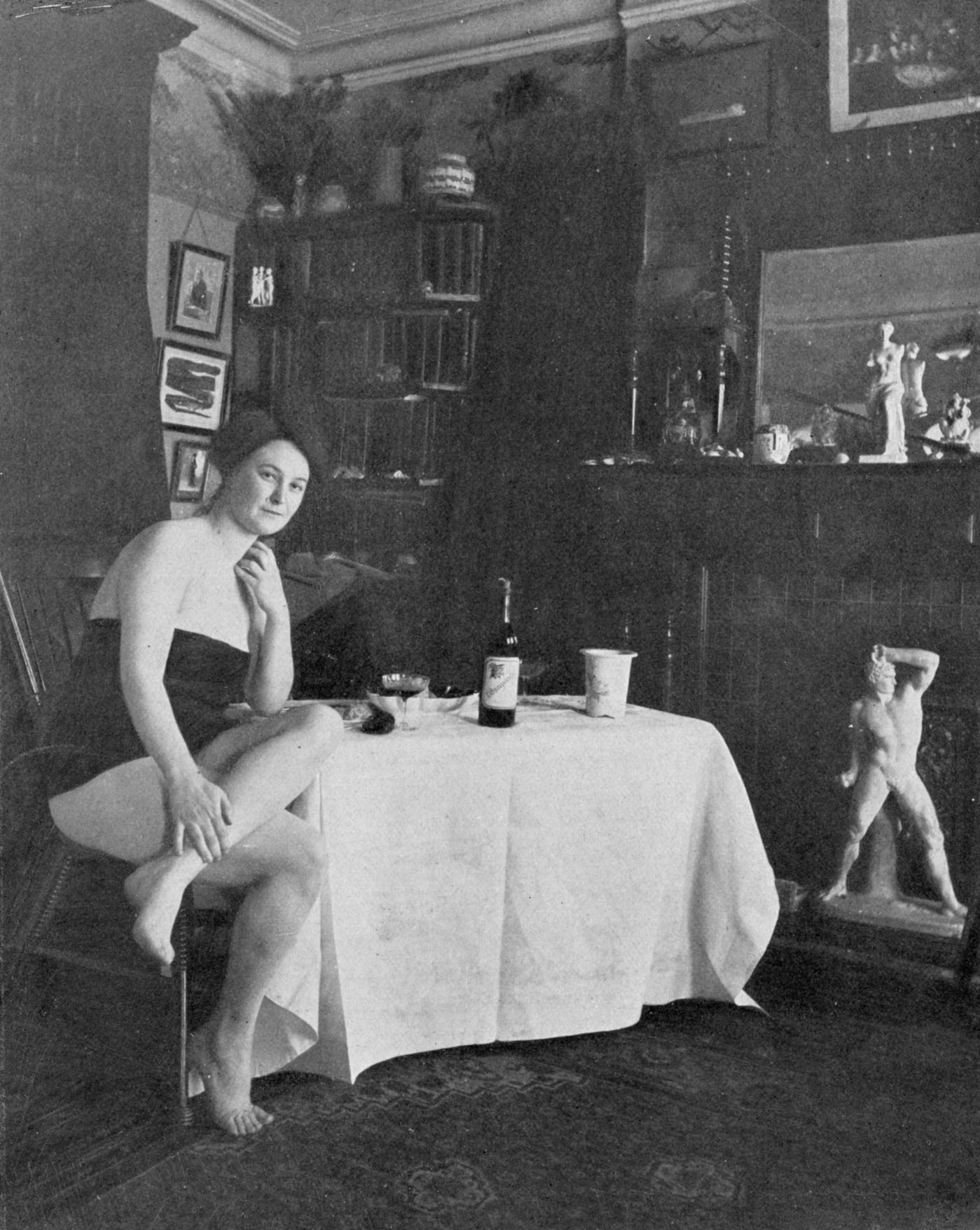
Fotografie z knihy Studies of the human form for artists, sculptors, and scientists, 1908
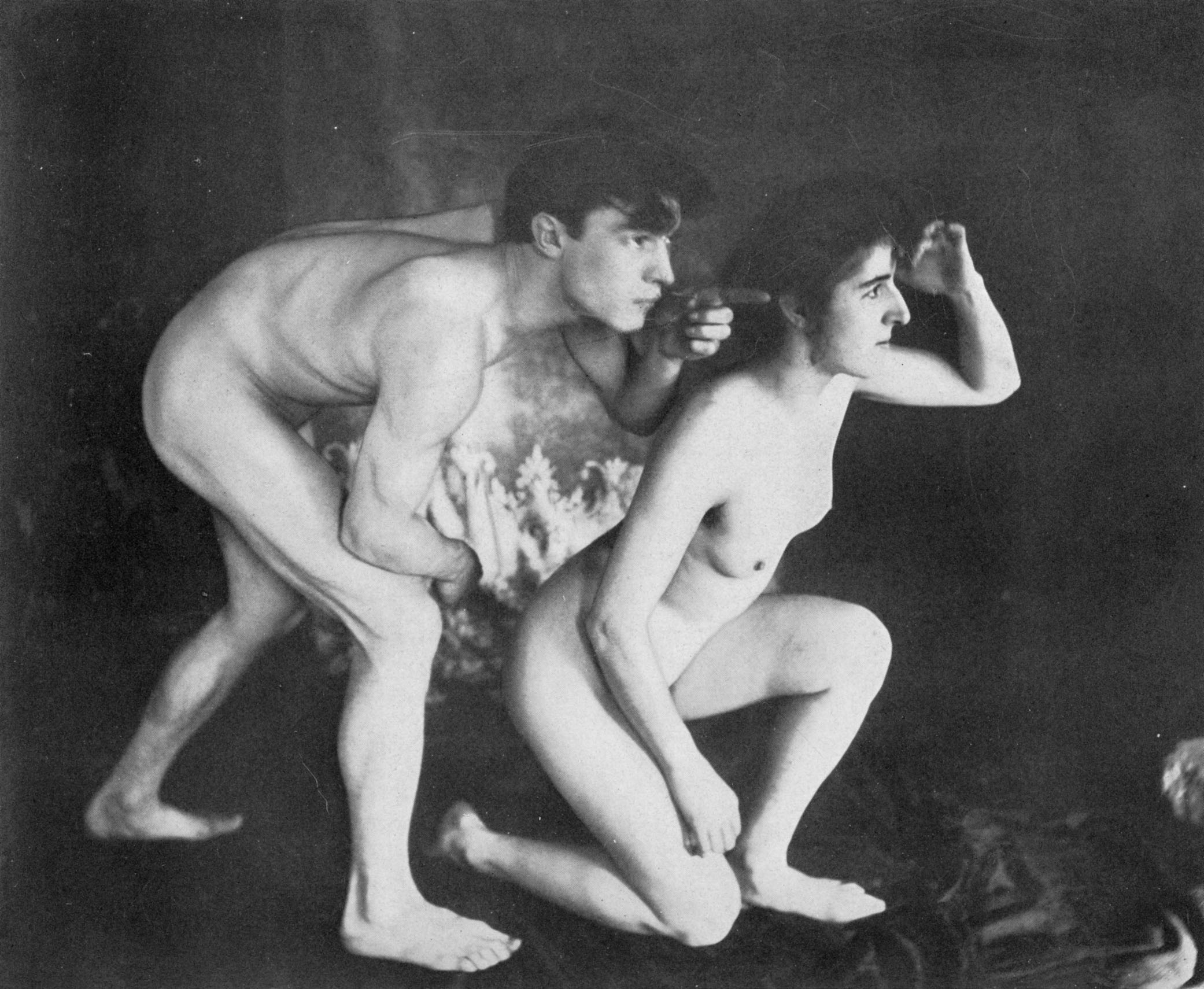
Fotografie z knihy Studies of the human form for artists, sculptors, and scientists, 1908